# Língua shilluk
A Língua Shilluk, ou Chollo, é uma das Línguas nilo-saarianas falada por cerca de 175 mil pessoas do povo Shilluk do sul do Sudão. É também conhecida como Chollo, Chulla, Colo, Dhocolo e Shulla, sendo relacionada com as línguas Luo e Dholuo.  Os Shilluk vivem ao longo de ambas as margens do Rio Nilo nas proximidades da cidade de Malakal.
Shilluk é escita no alfabeto Latino numa forma desenvolvida missionários no início do século XX. São 29 Letras:
- 12 vogais (Inclui Ä, Ï, Ö, W, Y + símbolos para os sons É e Ó)
- 13 consoantes (sem F, H, Q, S, V, X, Y, W, Z, mas inclui 1 símbolo do som Ñ)
- 4 conjuntos – Th, Ny, Nh, Dh;

## Escrita
Tyɛlli Gwɛɛdi ki Dhɔg Cɔllɔ.
|    | Dwɔŋ | Thinh                                    | Nimi |
| -- | ---- | ---------------------------------------- | ---- |
| A  | a    | Akur                                     |      |
| Ä  | ä    | Äl                                       |      |
| Ɛ  | ɛ    | Ɛrɔ                                      |      |
| E  | e    | Edhi (Pathi ki ɛdh akyɛl, edhi mɔ ŋɛnyi) |      |
| I  | i    | Idh                                      |      |
| Ï  | ï    | Ïdh                                      |      |
| Ɔ  | ɔ    | Ɔt                                       |      |
| Ö  | ö    | Ölɔ                                      |      |
| O  | o    | Opuun                                    |      |
| U  | u    | Un (Undhyaŋ)                             |      |
| W  | w    | Waŋ                                      |      |
| Y  | y    | Yadh                                     |      |
| B  | b    | Bul                                      |      |
| C  | c    | Cäŋ                                      |      |
| D  | d    | Dyɛl                                     |      |
| Dh | dh   | Dhyaŋɔ                                   |      |
| G  | g    | Gaagɔ                                    |      |
| J  | j    | Jaldwɔŋ                                  |      |
| K  | k    | Kal                                      |      |
| L  | l    | Lɛlɔ                                     |      |
| M  | m    | Maj                                      |      |
| N  | n    | Nam                                      |      |
| Ŋ  | ŋ    | Ŋu                                       |      |
| Nh | nh   | Nhuudh                                   |      |
| Ny | ny   | Nyaŋ                                     |      |
| P  | p    | Päär                                     |      |
| R  | r    | Rejɔ                                     |      |
| T  | t    | Tulɔ                                     |      |
| Th | th   | Thwöl                                    |      |